# Mosquée Sepahsālār
 (septembre 2024).
La mosquée Sepahsālār (en farsi مسجد سپهسالار (Masjed-e Sepahsālār)) est une mosquée de Téhéran. Sa construction est construite en 1879-1884 sur ordre de Mirza Hosein Sepahsalar, grand vizir d'Iran sous Naser al-Din Shah.
Après la révolution islamique de 1979 et l'assassinat de Morteza Motahhari par le groupe Furqān le 1er mai de cette année-là, elle prend officiellement le nom de مسجد شهید مطهری (Shahid Motahhari), mais son nom initial reste largement utilisé par les Téhéranais.
Sa taille  et son architecture en font un bâtiment remarquable — seule mosquée d'Iran à avoir huit minarets, elle est aussi une des plus grandes de Téhéran
.

## Architecture
La mosquée Sepahsālār est la première mosquée de Téhéran à marier l'architecture perse et celle des mosquées d'Istanbul.
Le bâtiment s'inspire de la Grande Mosquée d'Ispahan, de l'école de Tchaharbagh et de la mosquée bleue de Sultan Ahmed
.
L'entrée principal et la façade sont de style qajar.
Deux grands minarets flanquent l'entrée. En retrait, celle-ci mène à une cour sur laquelle donnent une soixantaine de salles universitaires, par fenêtres à arcades 
.
Les motifs floraux épanouis des carreaux de mosaïque décorent la cour ;
une inscription honore la dotation d'origine.
Dans la salle de prière, le dôme est, à 37 m de haut, porté par 44 colonnes
,.
Le chabestan d'hiver est dû principalement à Hosein Lorzadeh (en)
.

### Événements
C'est ici qu'en novembre 1949, un membre des fedayin de l'Islam
tue Abdolhossein Hajir, 
qui avait été dix fois ministre du Shah, et notamment Premier minisitre cette année-là
.

## Galerie

Vues d'ensemble de la mosquée Sepahsālār
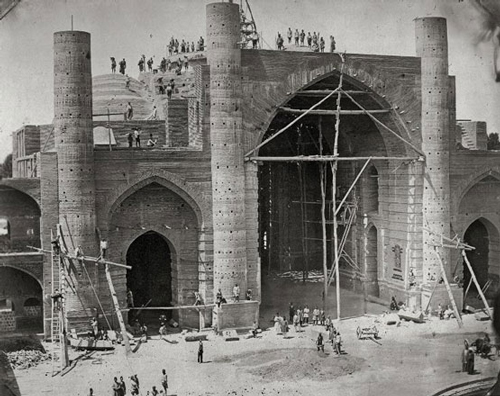
1879–1884, construction en cours
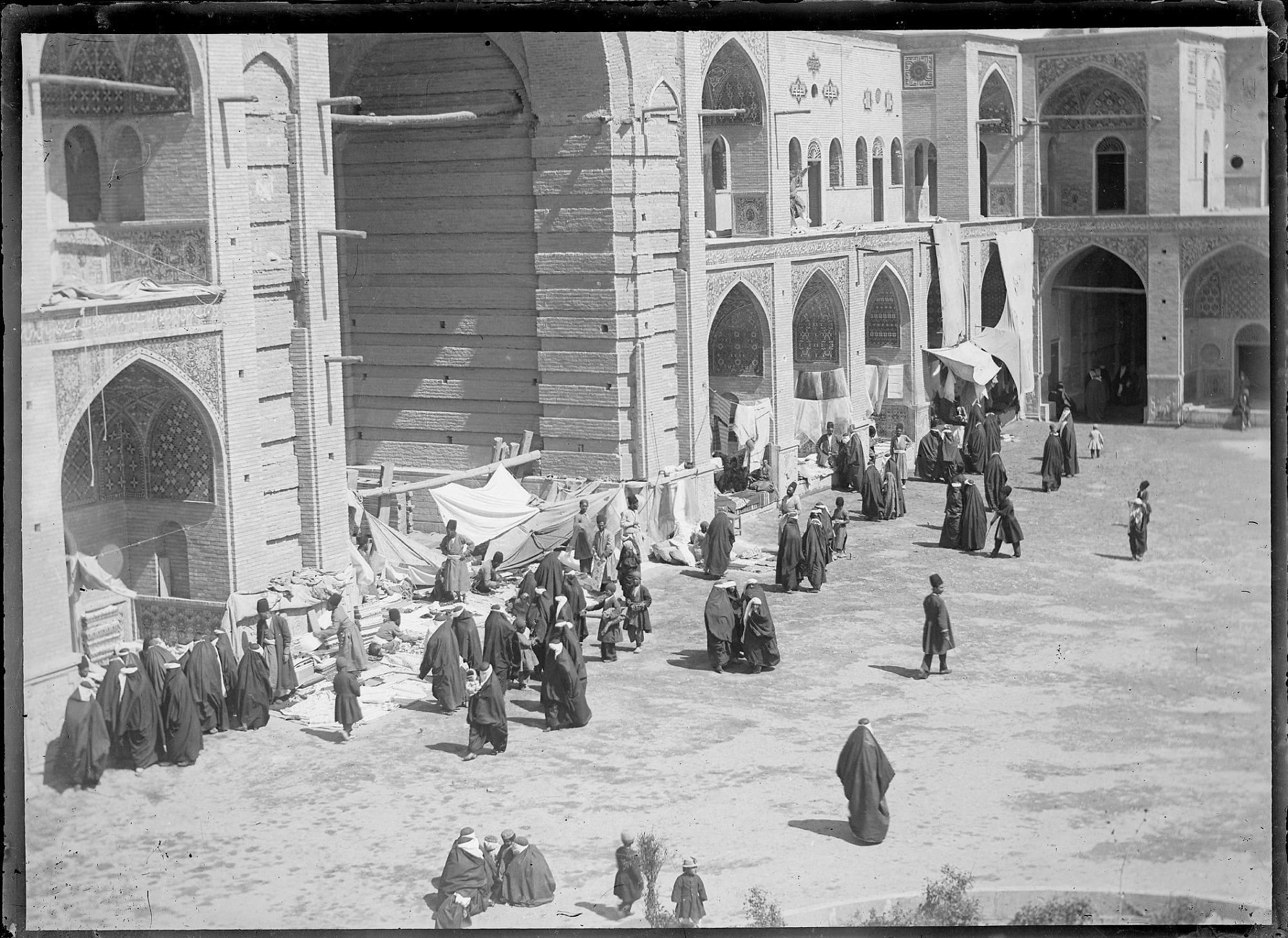
Début du XXe siècle, fin de l'ère Qajar
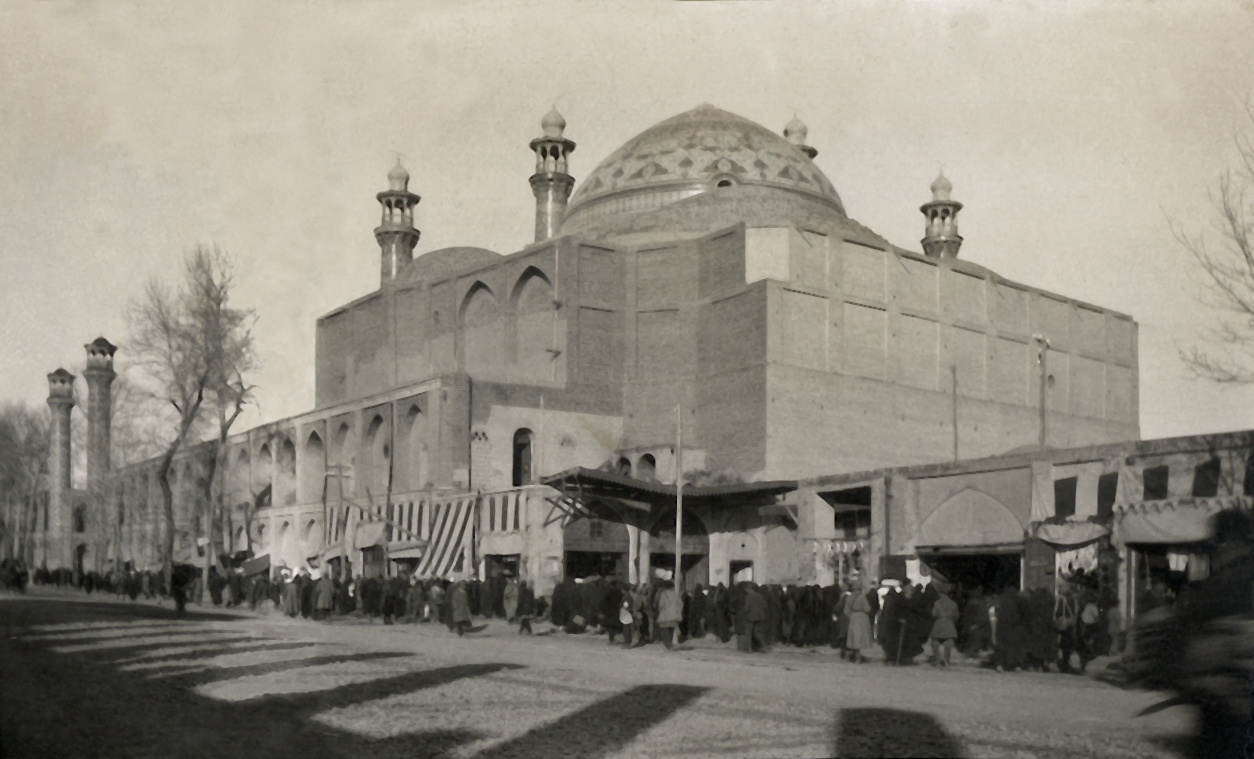
Années 1930
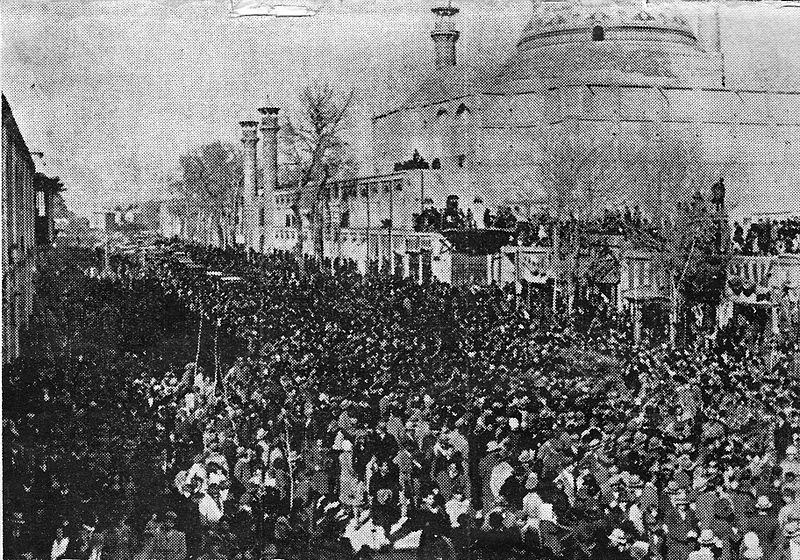
1937, funérailles d'Ali Akbar Davar
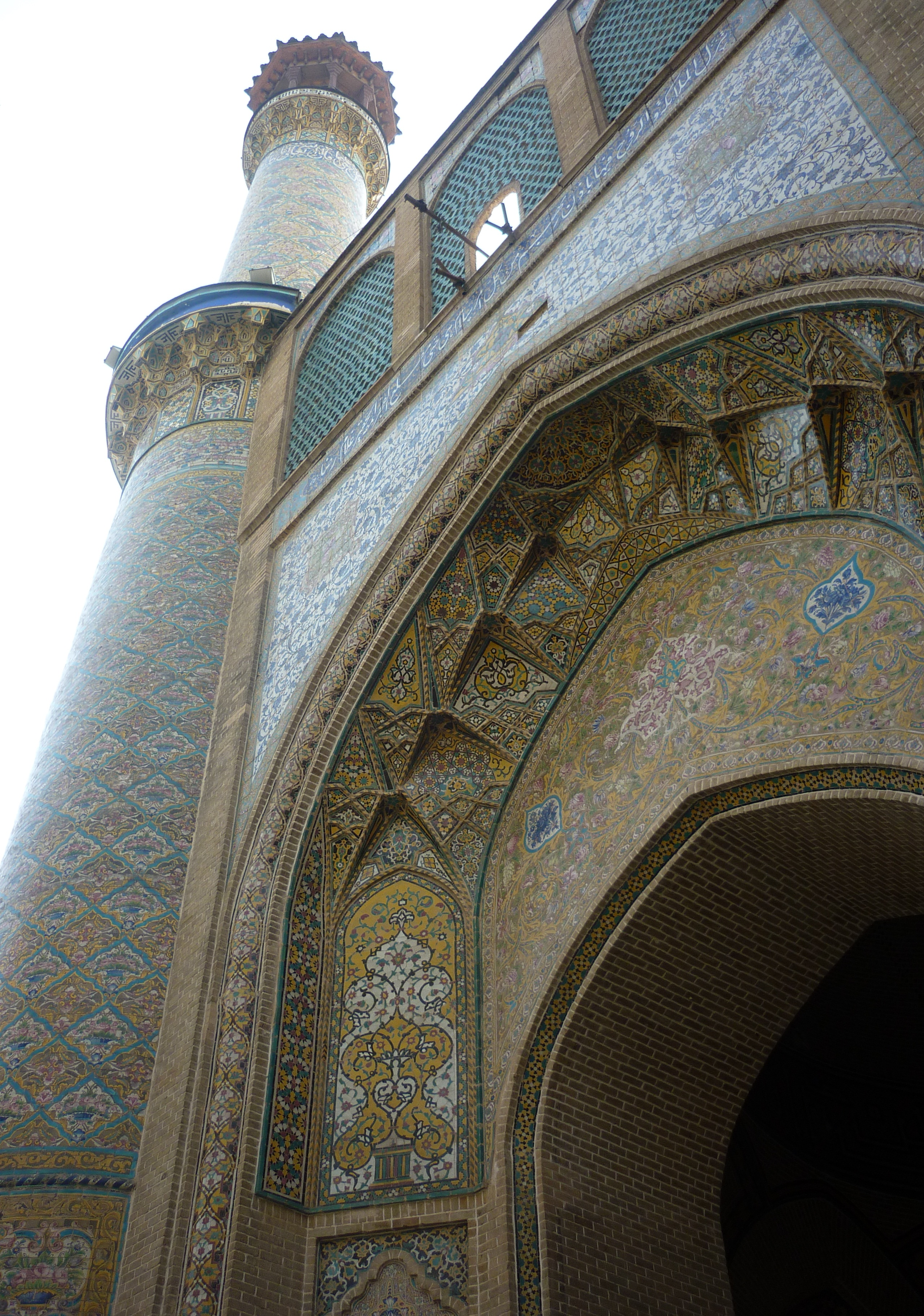
L'iwan et les minarets
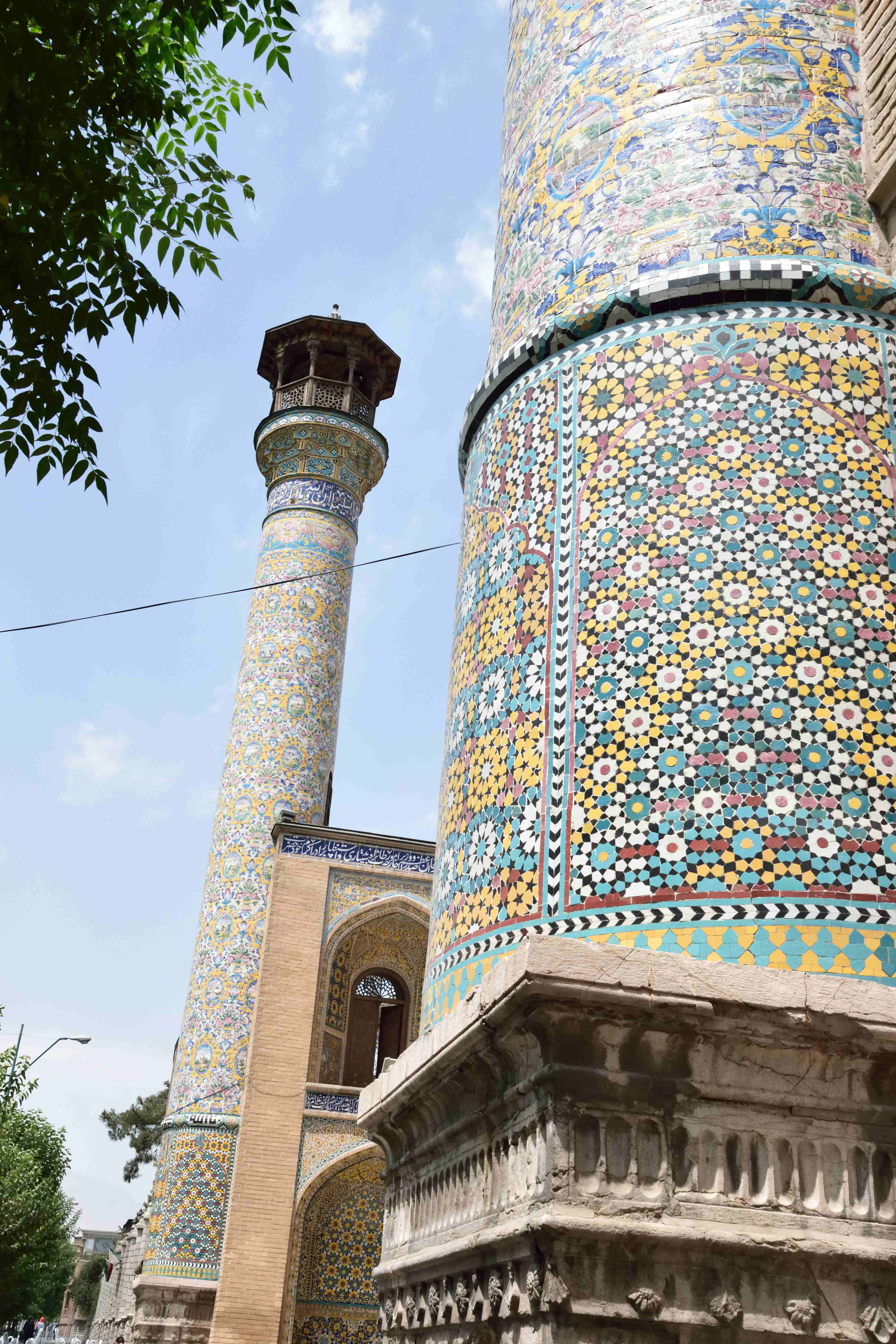
Minaret

Dans la mosquée Sepahsālār
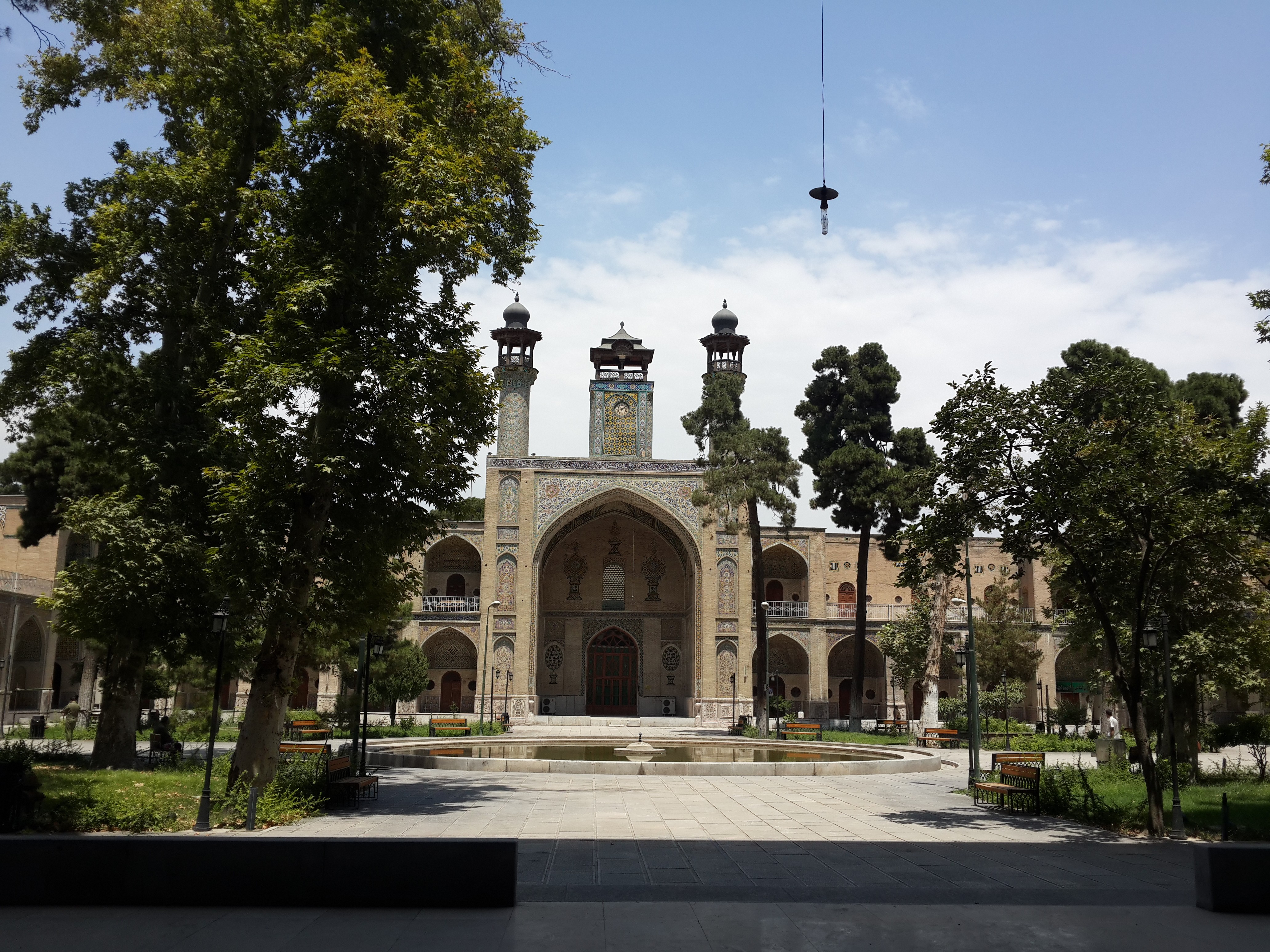
Cour intérieure
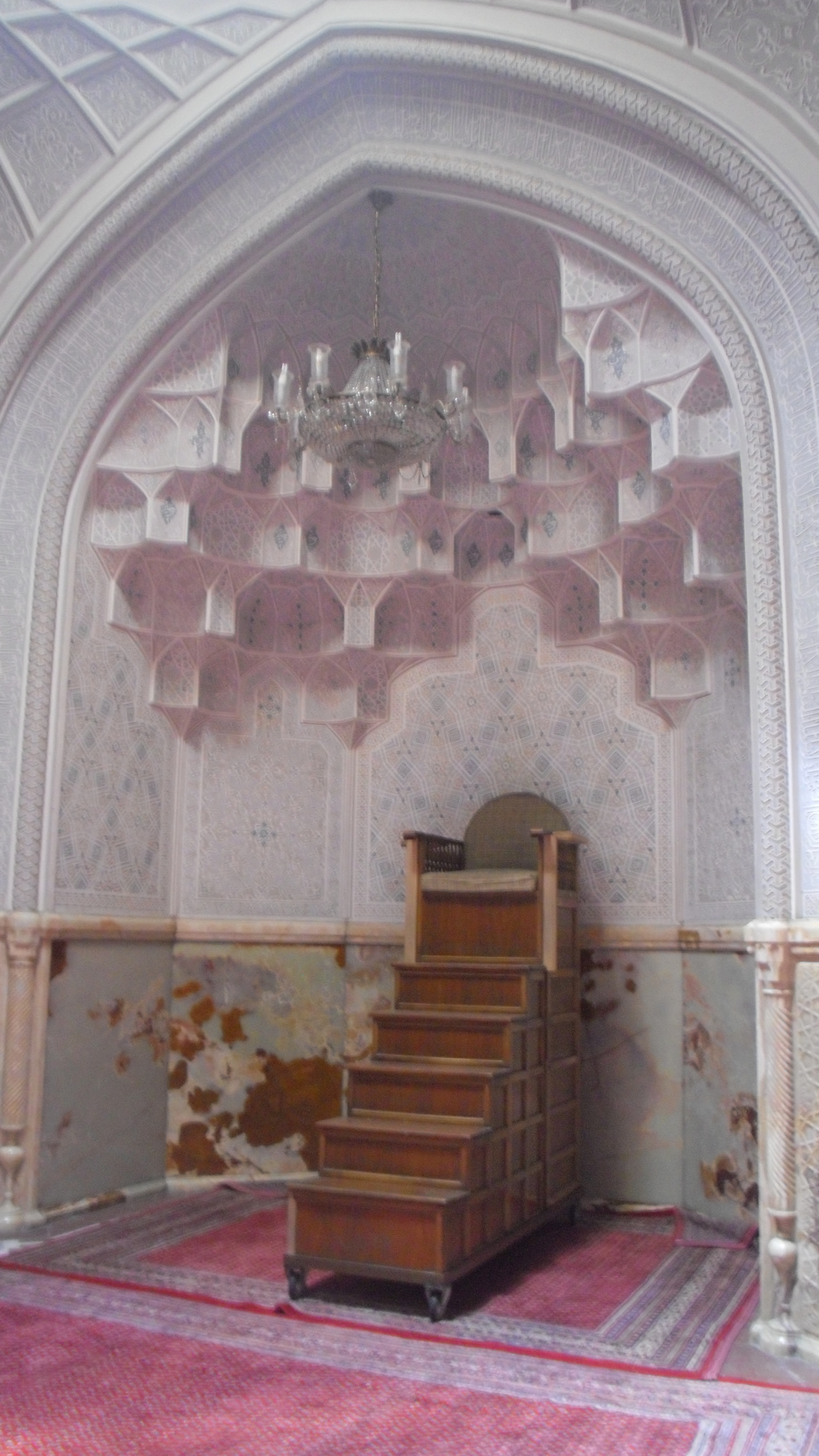
Chaire
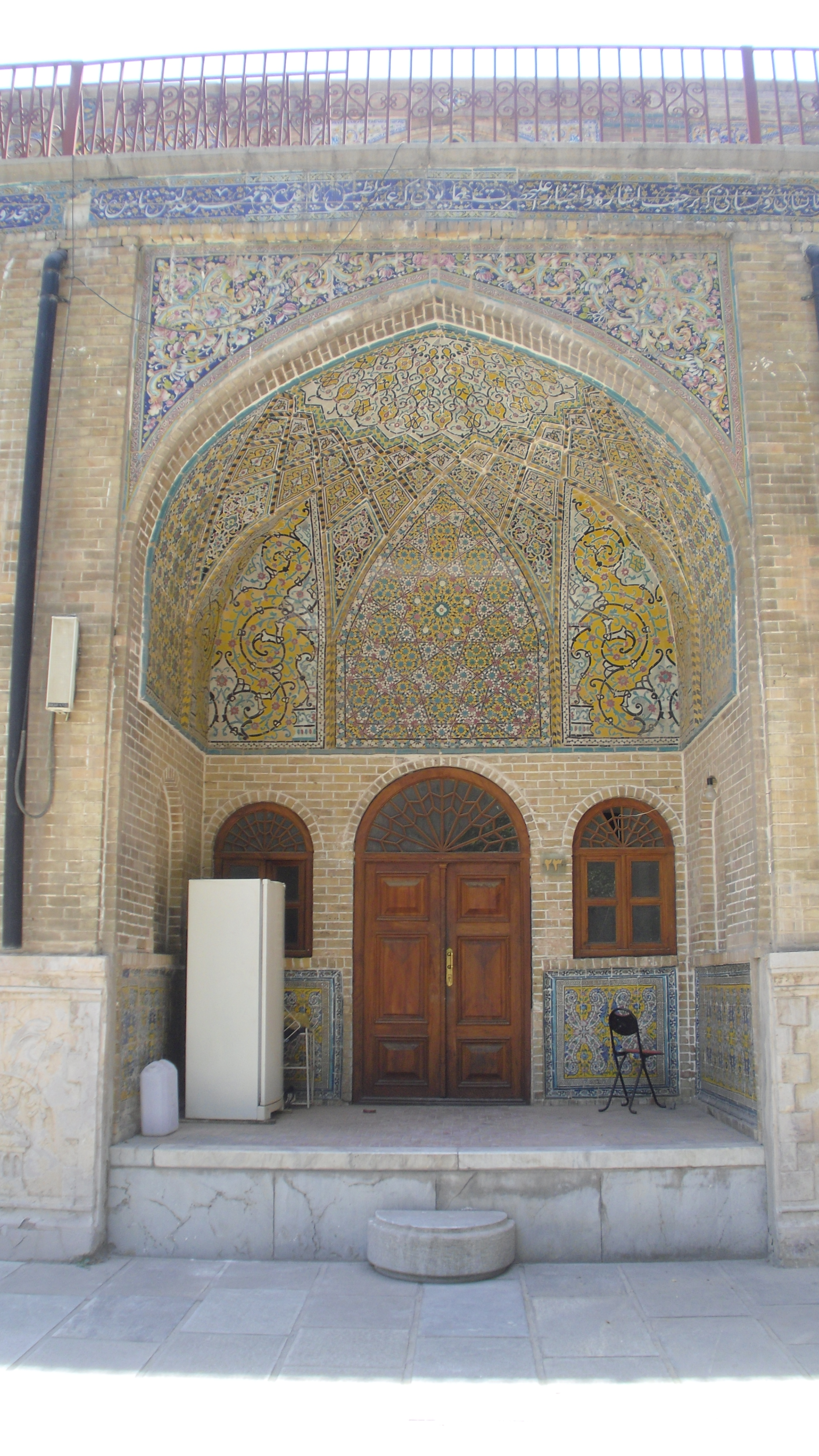
Voûte dans la cour
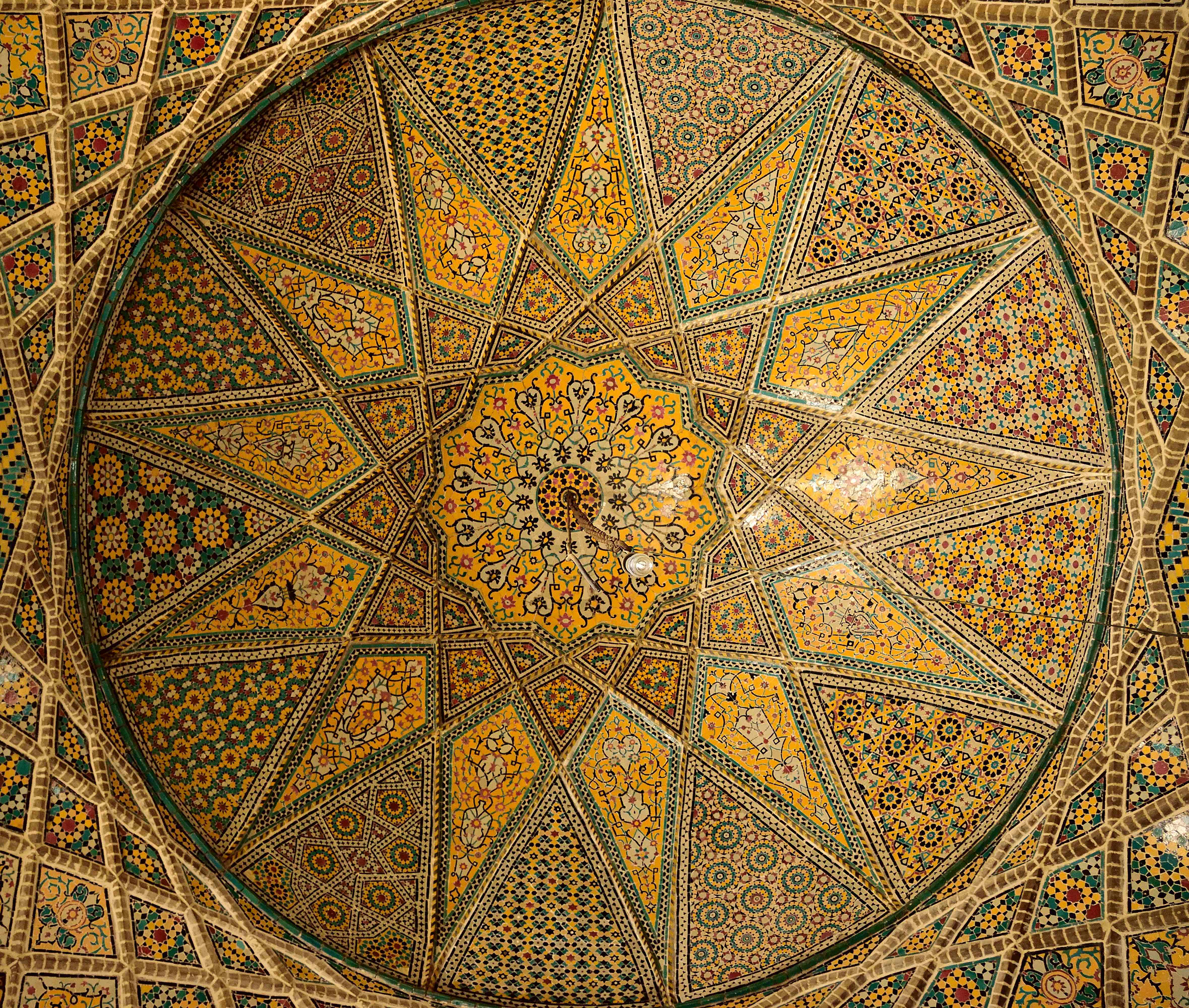
Intérieur du dôme
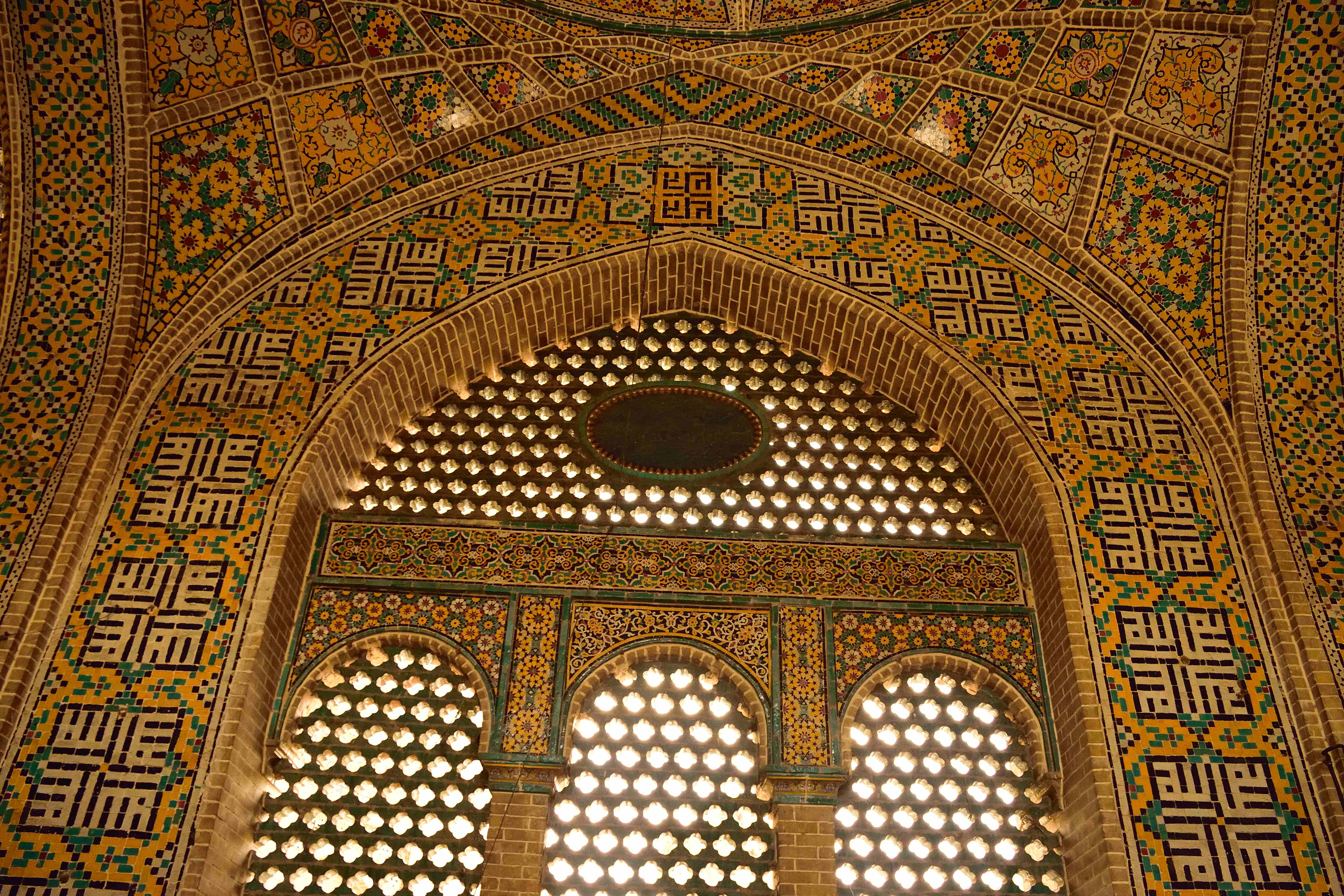
Murs